# Сім'янин (фільм, 1979)
Сім'янин (англ. The Family Man) — американський фільм 1979 року.

## Сюжет
Одружений сім'янин, власник гаражної парковки в Манхеттені, заводить роман з однією зі своїх клієнток. Чоловік змушений вибирати між своєю сім'єю, та молодою жінкою.

## У ролях
- Едвард Еснер — Едді Меддена
- Мередіт Бакстер — Мерседес Коул
- Пол Клеменс — Денні Мадден
- Мері-Джоан Негро — Уна
- Енн Джексон — Maggie Мадден
- Люк Рейлі — Пол
- Дік Латесса — Фред
- Нік Ніколс — Харві
- Майкл Кербі — Волтер
- Ларрі Бенедікт — Джон
- Майкл Вінкотт — Чарлі
- Мартін Шорт — Луї
- Гордон Томпсон — викладач танців
- Ніккі Файлан — Джеррі
- Ліллі Френкс — офіціантка
- Боб О'Рі — водій
- Ніколас Кілбертус — фотограф
- Майкл Айронсайд — бармен